# Ranchu
Il Ranchu (蘭鋳, 蘭虫, 卵虫?, ranchū)  è una varietà del pesce rosso (Carassius auratus), caratterizzato dal Wen (comunemente chiamato "cappuccio"), è conosciuto in Giappone anche come "Il re dei pesci rossi".

## Storia

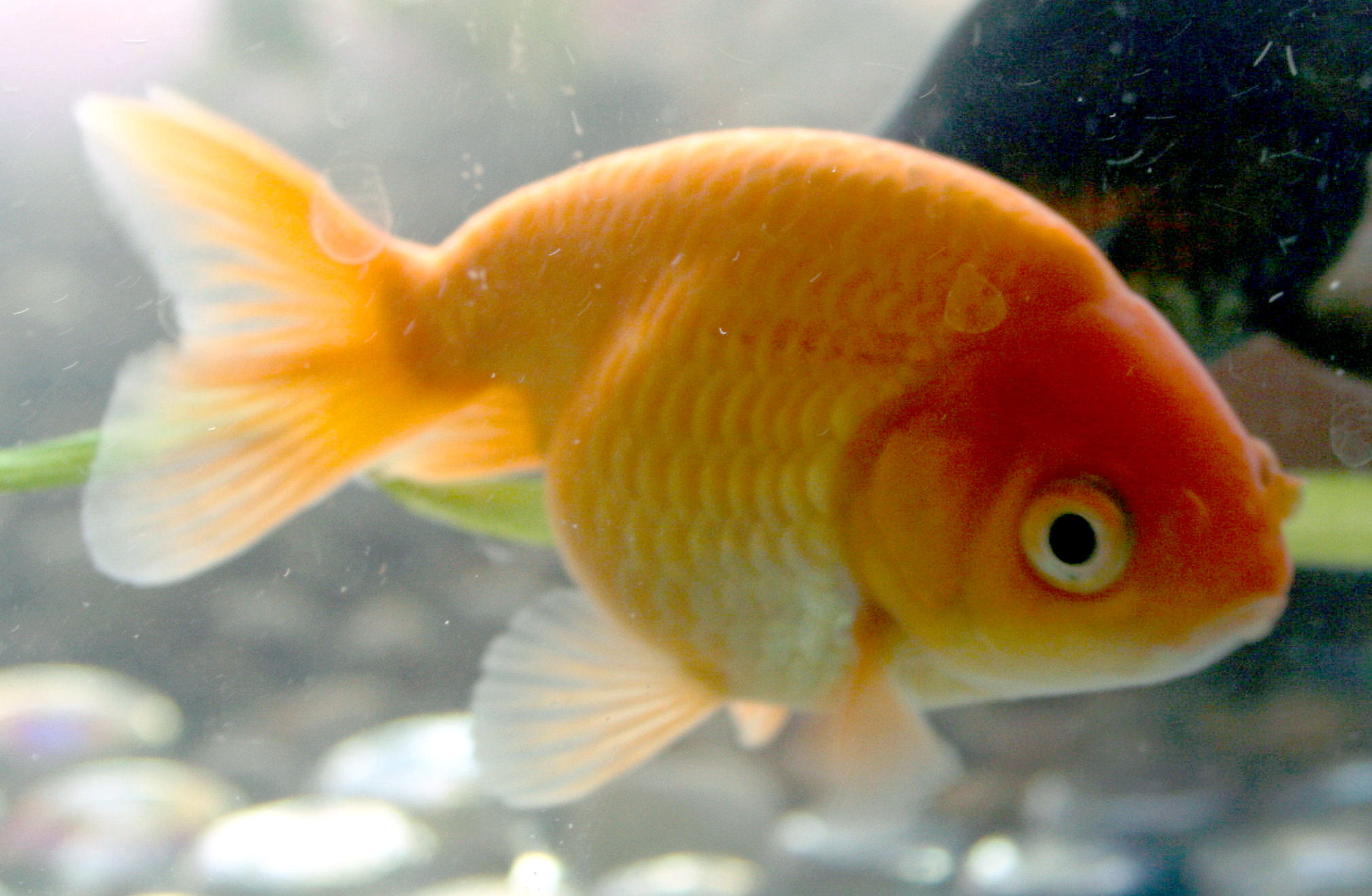
Ranchu arancione.

Il Ranchu è comparso in Giappone nel XVI secolo a seguito di incroci selettivi tra i Testa di leone (un'altra variante del pesce rosso originario dalla Cina).

## Descrizione
I Ranchu oltre ad essere caratterizzati dalla loro testa bitorzoluta, possono essere riconosciuti anche dalla loro corporatura molto tozza a forma di uovo. Questa forma è causata dal fatto che non presentano una pinna dorsale, questa sua forma particolare inoltre lo rende inevitabilmente un pessimo nuotatore.
La pinna caudale è doppia (o biforcuta) e si innalza in maniera verticale rispetto al corpo, mentre le pinne pettorali e ventrali sono molto minute e arrotondate. La forma dei bitorzoli è condizionata da vari fattori, tra i quali la grandezza dell'acquario; inoltre il Ranchu fino ai tre anni di vita presenta una testa normale.
Hanno dimensioni che vanno da un minimo di 5 cm fino ai 20 cm di lunghezza.
Se confrontati con i Testa di leone, si nota una maggiore curvatura del dorso, che crea spesso angoli anche di 45°, inoltre a differenza loro hanno una "criniera bitorzoluta" meno vistosa.
Presentano anche diverse colorazioni, possono infatti essere rossi, neri, blu, rosso-bianchi, rosso-neri e calico.

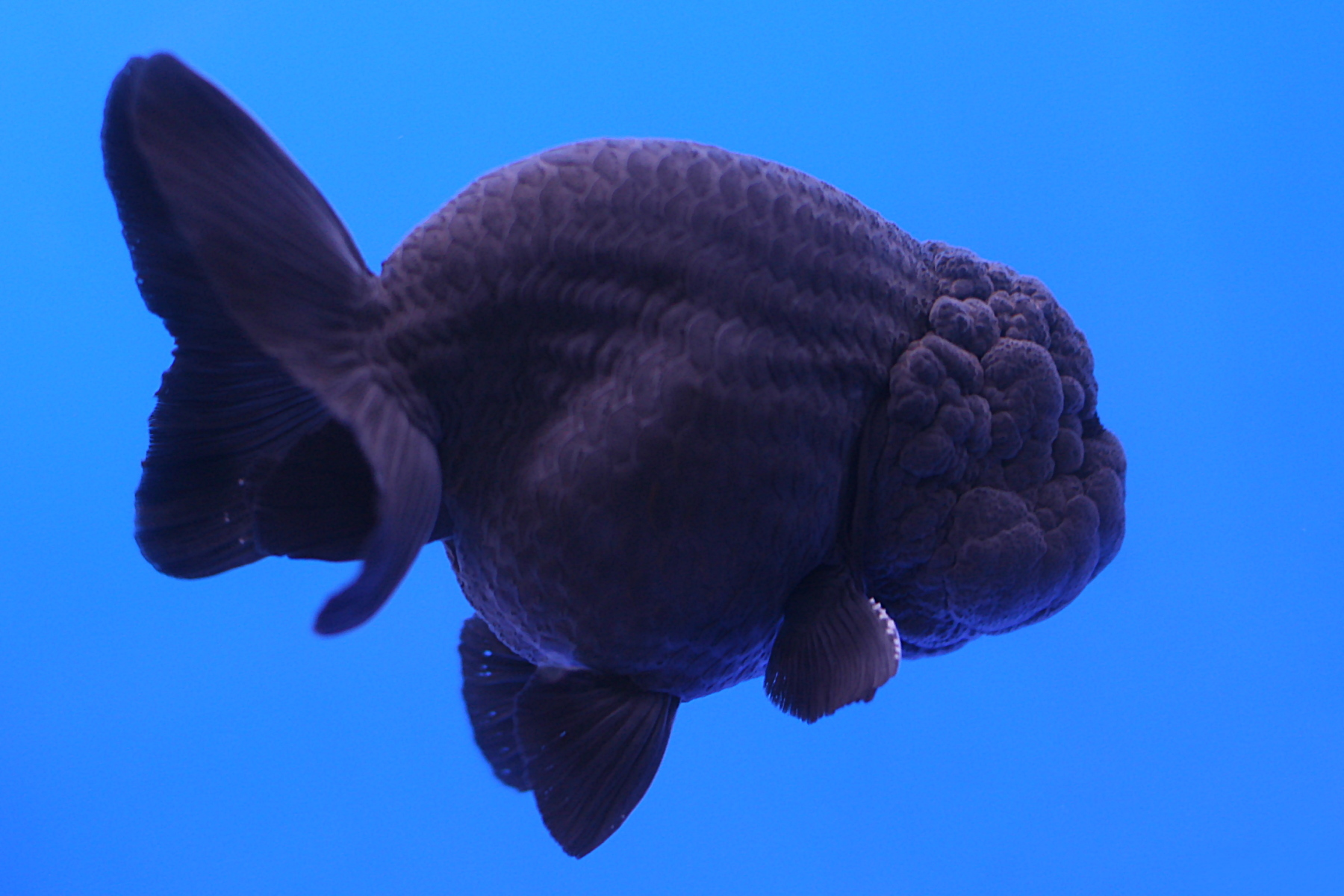
Ranchu nero.

## Biologia
Il Wen del Ranchu, come in altri Pesci rossi, è causato da alcuni sarcomi o tumori benigni, che si formano sulla testa del pesce in età adulta.

### Comportamento
È un pesce dall'indole estremamente tranquilla.
Essendo molto goffo e lento nei movimenti, può soffrire la convivenza con pesci più veloci di lui, in quanto faticherebbe a nutrirsi; questo porta spesso a stress e disfunzioni di vario tipo che potrebbero condurlo alla morte.
Inoltre possiede una vista pessima, che non gli consente la competizione con pesci più "prestanti".

### Riproduzione
La riproduzione del Ranchu non deve avvenire in acquari assieme ad altri pesci, in quanto una volta deposte le uova, non ci saranno cure parentali da parte dei genitori, anzi, potrebbero addirittura essere loro stessi i primi predatori delle loro stesse uova.
Il maschio, quando è consapevole della fertilità della femmina, la rincorre con insistenza fino a quando non riesce a fecondarla, successivamente verranno deposte le uova dalle quali schiuderanno gli "avannotti". Nel giro di 2-3 anni raggiungono la maturità sessuale, circa nello stesso periodo in cui cresce il Wen.

### Prospettiva di vita

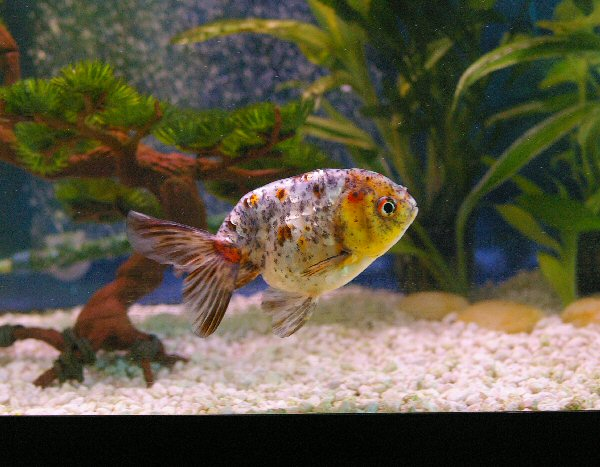
Ranchu calico.

Il Ranchu, a differenza del Pesce rosso, vive meno; con una prospettiva di vita che si aggira attorno ai 10-15 anni. Questo dipende soprattutto dalle sue condizioni dell'habitat in cui vive e dall'alimentazione che condurrà nell'arco della sua vita.